# アルバカーキ・アイソトープス
アルバカーキ・アイソトープス (Albuquerque Isotopes) は、アメリカ合衆国ニューメキシコ州アルバカーキに本拠地をおくマイナーリーグの野球チーム。
メジャーリーグのコロラド・ロッキーズ傘下AAA級チームで、パシフィックコーストリーグに所属している。本拠地球場はアイソトープス・パーク。マスコットは「Orbit」。
2003年に創設され、2008年まではフロリダ・マーリンズ傘下のAAA級チームだった。2009年からロサンゼルス・ドジャース傘下となり、2015年からはロッキーズ傘下である。

## 歴史
1903年に、パシフィックコーストリーグに所属し、カリフォルニア州オークランドを本拠地とする「オークランド・オークス」として創設。
1956年に、カナダのブリティッシュ・コロンビア州バンクーバーに移り、「バンクーバー・モンティーズ」となる。
1958年には、テキサス州ダラスに移り、AAのテキサスリーグ加盟し「ダラス・レンジャーズ」となる。
1959年より、AAAアメリカン・アソシエーションに移籍した。
1963年には、パシフィックコーストリーグに復帰した。
1965年には、バンクーバーに戻り再び「バンクーバー・モンティーズ」となる。
1970年には、ユタ州ソルトレークシティに移り「ソルトレークシティ・エンジェルズ」となる。
1975年には、「ソルトレークシティ・ガルズ」に改称。
1981年に、カナダアルバータ州カルガリーに移転した、2002年まで「カルガリー・キャノンズ」となる。
2014年9月17日にコロラド・ロッキーズと4年契約を結んだ。

## 名称
カルガリー・キャノンズのアルバカーキ移転が決定する約一年前の2001年3月4日にアメリカのテレビ網FOXネットワークで放映された、連続コメディーアニメ「ザ・シンプソンズ」のシーズン12第15話「ハングリー・ホーマー第1の挑戦（en:Hungry, Hungry Homer）」は、主人公のホーマーが自分の町の球団「スプリングフィールド・アイソトープス」がアルバカーキに移転し「アルバカーキ・アイソトープス」となるのを阻止するというストーリーであった。
移転決定後、名称決定前に地元紙アルバカーキ・トリビューンがオンラインアンケートをとったところ、12万票のうち67%が「アルバカーキ・アイソトープス」の名称に投票した。ケン・ヤング球団社長は、アイソトープスの名称をザ・シンプソンズからとったことを認め、「昨年話題に上った名称であり、またアルバカーキに関連する名称であるため採用した」としている。なおFOXとの名称使用に関する合意などは無く、帽子のロゴマークも原子模型をモチーフにしている点は共通であるが、別のデザインである。
アイソトープは原子の同位体の意であり、アルバカーキ周辺にはロスアラモス国立研究所、サンディア国立研究所などの著名な核関連施設が散在する。またザ・シンプソンズの主人公の町スプリングフィールドは原子力発電所を擁するという設定である。
2002年9月に名称を発表してから3ヶ月間における球団関連グッズの売り上げは、2000年までアルバカーキを本拠地としていたアルバカーキ・デュークスの一年分のグッズ売り上げを上回った。

## 選手名鑑

### 現役選手
| 投手 - 21 ライアン・アーウッド (Ryan Arrowood) - 24 シェーン・ブロイルズ (Shane Broyles) - 59 デビン・バーク (Devin Burke) - 36 レウリス・ゴメス (Leuris Gomez)** - 41 ネルソン・ゴンザレス (Nelson Gonzalez) - -- カルロス・ヘルナンデス (Carlos Hernandez)** - 34 アーロン・ラフィー (Aaron Laffey) - 37 ジョン・ラナン (John Lannan) - 48 ルディ・オーエンス (Rudy Owens) - 40 ブーン・ホワイティング (Boone Whiting) | 投手 - 21 ライアン・アーウッド (Ryan Arrowood) - 24 シェーン・ブロイルズ (Shane Broyles) - 59 デビン・バーク (Devin Burke) - 36 レウリス・ゴメス (Leuris Gomez)** - 41 ネルソン・ゴンザレス (Nelson Gonzalez) - -- カルロス・ヘルナンデス (Carlos Hernandez)** - 34 アーロン・ラフィー (Aaron Laffey) - 37 ジョン・ラナン (John Lannan) - 48 ルディ・オーエンス (Rudy Owens) - 40 ブーン・ホワイティング (Boone Whiting) | 捕手 - 1 ライアン・カスティール (Ryan Casteel) 内野手 - 19 ブロック・ボンド (Brock Bond) - 14 チャーリー・カルバーソン (Charlie Culberson)** - 6 アンヘリス・ニーナ (Angelys Nina) - 12 ホセ・リベラ (Jose Rivera) - 8 ティム・スモーリング (Tim Smalling) - 4 トレバー・ストーリー (Trevor Story) 外野手 - 44 ジェレミー・バーフィールド (Jeremy Barfield) - 22 ロジャー・バーナディーナ (Roger Bernadina) - 20 マット・マクブライド (Matt McBride) - 7 ティム・ウィーラー (Tim Wheeler) | 捕手 - 1 ライアン・カスティール (Ryan Casteel) 内野手 - 19 ブロック・ボンド (Brock Bond) - 14 チャーリー・カルバーソン (Charlie Culberson)** - 6 アンヘリス・ニーナ (Angelys Nina) - 12 ホセ・リベラ (Jose Rivera) - 8 ティム・スモーリング (Tim Smalling) - 4 トレバー・ストーリー (Trevor Story) 外野手 - 44 ジェレミー・バーフィールド (Jeremy Barfield) - 22 ロジャー・バーナディーナ (Roger Bernadina) - 20 マット・マクブライド (Matt McBride) - 7 ティム・ウィーラー (Tim Wheeler) |
| * 40人ロースター ** 故障者リスト入り 2015年10月8日更新 [公式サイト(英語)より：ロースター 選手の移籍・故障情報] | | | |

### 監督・コーチ
| 背番号 | 国籍               | 役職       | 選手名                            |
| 31     | アメリカ合衆国の旗 | 監督       | グレナレン・ヒル (Glenallen Hill) |
| 3      | アメリカ合衆国の旗 | 打撃コーチ | デーブ・ハイエク (Dave Hajek)     |
| 43     | アメリカ合衆国の旗 | 投手コーチ | ダリル・スコット (Darryl Scott)   |

### 過去の主な所属選手
- クリス・アギーラ
- ジョー・ディロン
- ミッチ・ジョーンズ
- ジャスティン・セラーズ
- スコット・バンスライク
- エレフリス・モンテロ